# Artur Sanhá
António Artur Sanhá (* 1965?) war vom 28. September 2003 bis zum 10. Mai 2004 Premierminister von Guinea-Bissau.

## Politische Laufbahn
Sanhá gehört zur Partei Partido para a Renovação Social (PRS) des ehemaligen Präsidenten Kumba Ialá. Nach Ialás Wahlsieg bei den Präsidentschaftswahlen wurde er im Februar 2000 Innenminister. Im August 2001 wurde er aus dem Amt entlassen, nachdem er Monate zuvor noch als möglicher Premierminister gehandelt wurde. Ialá begründete die Entscheidung nicht, es wurde aber ein Zusammenhang mit der Ermordung einer Frau gesehen, mit der Sanhá ein Verhältnis gehabt haben soll. Ein Verfahren gegen ihn wurde aus Mangel an Beweisen eingestellt.
Nach dem Sturz Ialás durch einen Militärputsch wurde er am 28. September 2003 Premierminister unter dem Übergangspräsidenten Henrique Pereira Rosa. Sanhás Berufung war zunächst umstritten, da er auch Generalsekretär von Ialás Partei PRS war. Die meisten politischen Parteien sprachen sich gegen ihn aus, die Junta von Veríssimo Correia Seabra, die das Land seit dem 14. September regierte, setzte sich in dieser Frage durch.
Bei den Parlamentswahlen im März 2004 siegte die frühere Einheitspartei Partido Africano da Independência da Guiné e Cabo Verde (PAIGC) und deren Vorsitzender Carlos Gomes Júnior löste ihn am 9. Mai 2004 als Regierungschef ab.
Im Juni 2005 wurde Sanhá, weiterhin Generalsekretär der PRS, kurzzeitig inhaftiert, als es nach der Wahlniederlage Ialás im ersten Wahlgang der Präsidentschaftswahlen zu teilweise gewaltsamen Protesten kam und er mit einer Waffe einen Protestzug anführte.